# Club Friday Celeb's Stories
Club Friday Celeb's Stories è una serie televisiva thailandese andata in onda su GMM 25 nel 2017, facente parte del franchise di Club Friday.
Composta da tre stagioni autoconclusive, "Kwaam suk" (ความสุข, Felicità), "Gaan glap maa" (การกลับมา, Ritorno) e "Yeng ching" (แย่งชิง, Appropriazione), la trama parla di storie di celebrità.

## Personaggi e interpreti
- Tee (stagione 1), interpretato da Worrawech Danuwong "Dan".
- Pai (stagione 1), interpretata da Thikumporn Rittapinun "Cheer".
- Manow (stagione 1), interpretata da Lapisara Intarasut "Apple".
- Hatto (stagione 1), interpretato da Akalavut Mankalasut "Pangpond".
- Sammy (stagione 1), interpretata da Natthaweeranuch Thongmee "Ja.
- Nic (stagione 2), interpretato da Ruengrit McIntosh "Willy".
- Ruethai (stagione 2), interpretata da Penpak Sirikul "Tai".
- Pook (stagione 3), interpretato da Atichart Chumnanon "Aum".
- Prima (stagione 3), interpretata da Woranut Bhirombhakdi "Nune".
- Novy (stagione 3), interpretata da Sananthachat Thanapatpisal "Fon".
- Meow (stagione 3), interpretata da Apissada Kreurkongka "Ice".

## Episodi
| Stagione         | Episodi | Prima TV |
| ---------------- | ------- | -------- |
| Prima stagione   | 8       | 2017     |
| Seconda stagione | 7       | 2017     |
| Terza stagione   | 9       | 2017     |